# Nationalstadion Kaohsiung
Das Nationalstadion Kaohsiung (chinesisch 國家體育場 / 国家体育场, Pinyin Guójiā Tǐyùchǎng), früher World Games Stadion, ist ein Multifunktionsstadion in der Hafenstadt Kaohsiung auf der Insel Taiwan. Es wurde für die World Games 2009 gebaut und die Eröffnungs- und Abschlussfeier der Spiele fanden dort statt. Architekt und Designer des Stadions ist der Japaner Toyo Ito.

## Geschichte
Eröffnet wurde das Stadion am 20. Mai 2009 mit dem sogenannten World-Games-Konzert und einem abschließenden Feuerwerk. Das Konzert wurde vom Pittsburgh Symphony Orchestra und dem Chor der Wiener Staatsoper bestritten.
Die Kapazität des Stadions betrug während der World Games 55.000 Plätze. Später wurden Sitze wieder entfernt und die standardmäßige Kapazität von 40.000 Sitzen wiederhergestellt. 
Das Dach des Stadions besteht aus 8.844 Solarmodulen und liefert pro Jahr 1,14 Millionen Kilowattstunden Elektrizität. Es erstreckt sich über 14.155 m2. Das Stadion und die Außenanlagen erstrecken sich über insgesamt 19 Hektar. Alle Rohmaterialien des Baus sind recycelbar und wurden ausschließlich in Taiwan hergestellt. Die gewonnene Energie aus den Solarmodulen wird an die staatliche Elektrizitätsfirma weiterverkauft. Das Stadion der World Games ist damit das erste Stadion der Welt, das ausschließlich mit durch Sonne gewonnener Energie betrieben werden kann.
Nach Ende der Spiele war das Stadion Austragungsort für einige Heimspiele der taiwanischen Fußballnationalmannschaft und zudem trägt der Verein Taiwan Power Company FC seine Heimspiele dort aus. Im September 2011 fanden sieben Spiele des AFC President’s Cups 2011 im Stadion statt, darunter auch das Finale zwischen dem Taiwan Power Company FC und Phnom Penh Crown aus Kambodscha (3:2).